# 大连地铁5号线
大连地铁5号线是大连地铁的一条线路，是大连地铁的第6条路线，于2023年3月17日10时38分开通运营。

## 概况

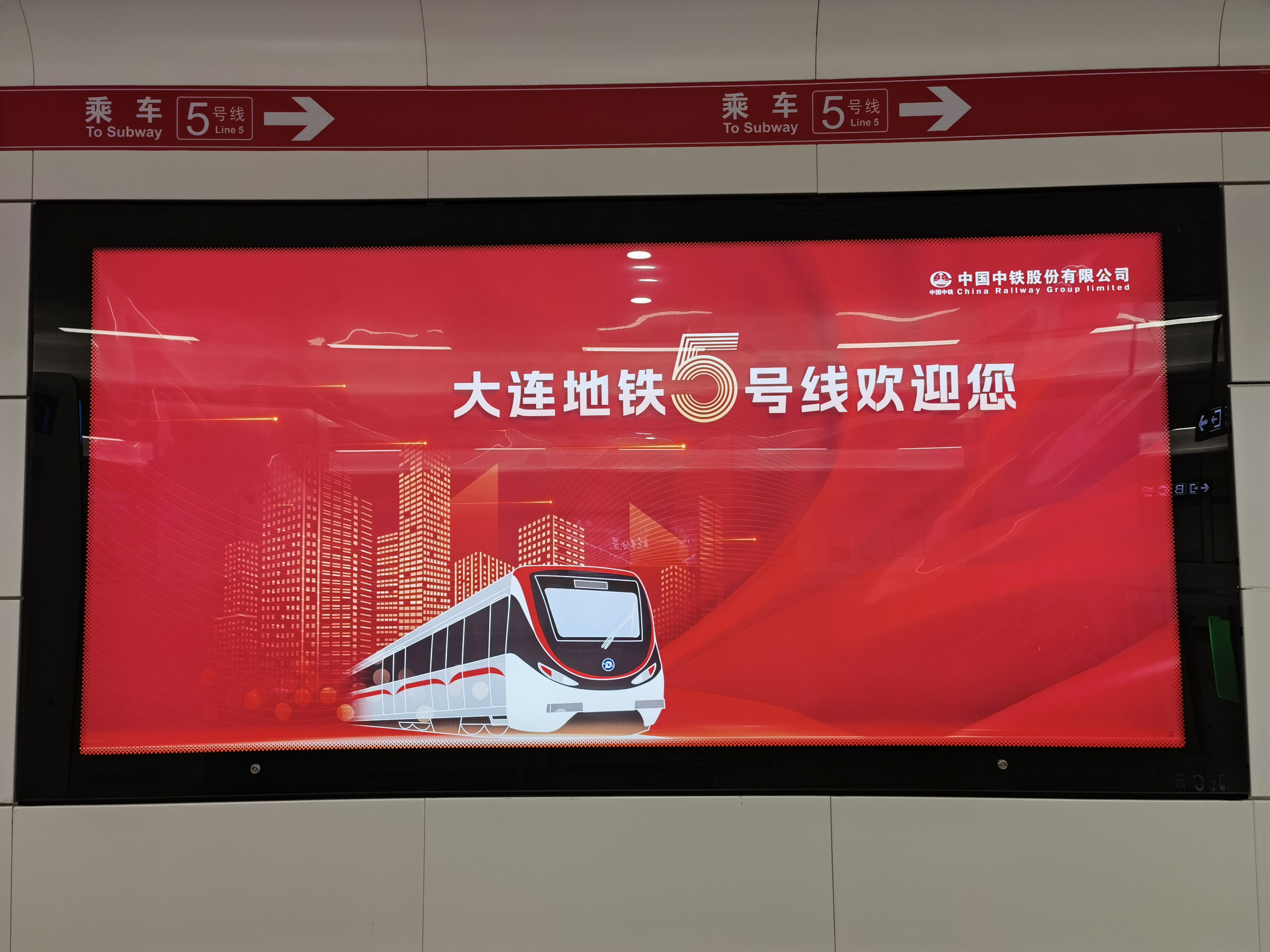
5号线海报，上方标有中国中铁股份有限公司字样

5号线全长24.48 km（其中过海段长度为2.3 km），设18座车站（其中换乘站7座），全线位于地下。线路自中山区虎滩海洋广场的虎滩新区站出发，沿滨海路、解放路、友好街、甘井子路、泉水规划道路布置，终点站为位于甘井子区的后关站，设有后关村车辆段，控制中心与梭鱼湾站共构。
5号线是大连地铁第一条采用BOT模式运营的线路，运营者为中铁大连地铁五号线有限公司，故线路部分设施有“中铁大连地铁”标识。
5号线串联起青泥洼、梭鱼湾两大城市功能核心载体，联系大连火车站与大连金州湾国际机场两个对外交通枢纽，打破了海湾对青泥洼、梭鱼湾片区乃至老甘井子区的阻隔，改变了甘井子区过去出行单一向西的通道，为甘井子区提供了新的出行途径。

## 车站列表
| 车站名称                                                                                        | 站间距 (km)   | 里程（km）    | 换乘路线       | 所在地        | 啟用時間      | 车站形式       |
| 大连地铁5号线                                                                                   | 大连地铁5号线 | 大连地铁5号线 | 大连地铁5号线  | 大连地铁5号线 | 大连地铁5号线 | 大连地铁5号线  |
| ----------------------------------------------------------------------------------------------- | ------------- | ------------- | -------------- | ------------- | ------------- | -------------- |
| 虎滩新区                                                                                        | 0.00          | 0.00          | 不适用         | 中山区        | 2023年3月17日 | 地下岛式站台   |
| 虎滩公园                                                                                        | 1.12          | 1.12          | 不适用         | 中山区        | 2023年3月17日 | 地下岛式站台   |
| 秀月街                                                                                          | 1.32          | 2.44          | 不适用         | 中山区        | 2023年3月17日 | 地下岛式站台   |
| 桃源                                                                                            | 0.85          | 3.29          | 不适用         | 中山区        | 2023年3月17日 | 地下岛式站台   |
| 青云街                                                                                          | 0.86          | 4.15          | 不适用         | 中山区        | 2023年3月17日 | 地下岛式站台   |
| 石葵路                                                                                          | 0.91          | 5.06          | 不适用         | 中山区        | 2023年3月17日 | 地下岛式站台   |
| 劳动公园                                                                                        | 1.17          | 6.23          | 不适用         | 中山区        | 2023年4月6日  | 地下岛式站台   |
| 青泥洼桥                                                                                        | 1.10          | 7.33          | █ 2号线        | 中山区        | 2015年5月22日 | 地下岛式站台   |
| 大连站                                                                                          | 0.56          | 7.89          | █ 3号线 大连站 | 西岗区        | 2004年9月29日 | 地下岛式站台   |
| 梭鱼湾南                                                                                        | 3.58          | 11.47         | 不适用         | 甘井子区      | 2023年3月17日 | 地下侧式站台   |
| 梭鱼湾                                                                                          | 1.09          | 12.56         | █ 4号线        | 甘井子区      | 2023年3月17日 | 地下岛式站台   |
| 甘井子街                                                                                        | 1.60          | 14.16         | 不适用         | 甘井子区      | 2023年3月17日 | 地下岛式站台   |
| 甘北路                                                                                          | 0.72          | 14.88         | 不适用         | 甘井子区      | 2023年3月17日 | 地下岛式站台   |
| 中华东路                                                                                        | 1.79          | 16.67         | 不适用         | 甘井子区      | 2023年3月17日 | 地下岛式站台   |
| 泉水东                                                                                          | 1.14          | 17.81         | 不适用         | 甘井子区      | 2023年3月17日 | 地下岛式站台   |
| 龙华路                                                                                          | 1.18          | 18.99         | 不适用         | 甘井子区      | 2023年3月17日 | 地下岛式站台   |
| 后盐                                                                                            | 0.94          | 19.93         | █ 3号线        | 甘井子区      | 2003年5月1日  | 地下岛式站台   |
| 后关                                                                                            | 3.55          | 24.48         | 不适用         | 甘井子区      | 2023年3月17日 | 地下双岛式站台 |
| 註釋                                                                                            |               |               |                |               |               |                |
| - 斜体标示的车站和换乘线路暂未启用。 - 早于本线路运营的车站，其启用时间参考车站的最早启用时间。 |               |               |                |               |               |                |

## 興建歷史
- 2016年9-10月，大連市軌道交通辦公室就5號線展開民間興建營運後轉移模式（BOT模式）招標工作，最後由中國中鐵中標，佔股85%；而BOT財團中另外15%股權保留予大連地鐵公司（而特許年期為25年，當中營運年期為19年半），线路则交由中国中铁及大连地铁共同出资成立的中铁大连地铁五号线有限公司运营。
- 2017年3月31日，5號線正式動工，當時預計2021年通車。
- 2018年5月，大連地鐵公司表示5號線將延至2023年完工。
- 2022年4月28日，5号线首列车进入后关村车辆段。[4]
- 2022年12月1日，5号线启动空载试运行。[5]
- 2023年2月20日，官方正式公布标准站名。[6]但相关讯息在2月21日被全部删除。
- 2023年3月1日至3月15日[7]，5号线向大连市民开展免费参观试乘体验活动[8]，但不开放劳动公园站以及青泥洼桥站、大连站、后盐站等车站的换乘通道。
- 2023年3月17日，5号线正式开通运营（劳动公园站暂缓开通），大连地铁1、2、12号线与3、13号线不再互相脱网运营。
- 2023年4月6日，劳动公园站开通[9]。

## 争议与运营事故

### 列车车门故障
- 2023年3月28日，5号线0515号列车出现故障，行驶中右侧车门开启。[10]随后，中铁大连地铁五号线有限公司发布说明并致歉。[11]

### 线路施工擅自占地
- 2023年4月25日，中铁大连地铁五号线有限公司因擅自占用城市绿地（公园绿地），被大连市中山区城市管理综合行政执法局罚款2385.24万。[12]